# Молитва русских
Моли́тва ру́сских (рус. дореф. Моли́тва Ру́сскаго наро́да) — первый Высочайше утверждённый государственный гимн Российской империи.
В конце 1816 года император Александр I издал указ, который установил порядок исполнения гимна. Его музыкой стал напев британского гимна. Гимн был предназначен для исполнения на встречах императора. Оставался государственным гимном Российской империи вплоть до 1833 года, когда был сменён гимном «Боже, Царя храни!».
Слова гимна взяты из стихотворения В. А. Жуковского, первые две строфы которого впервые были напечатаны в журнале «Сын отечества» за 1815 год и назывались «Молитвой русского народа».